# Carib Beer Cup 2003/04
Der Carib Beer Cup 2003/04 war die 38. Saison des nationalen First-Class-Cricket-Wettbewerbes in den West Indies und wurde vom 9. Januar bis zum 28. März 2004 ausgetragen. Gewinner des Wettbewerbes war Barbados.

## Format
Die sechs Mannschaften spielten in einer Gruppe gegen jedes andere Team jeweils zwei Mal. Für einen Sieg gibt es 12 Punkte, für eine Niederlage nach Führung nach dem ersten Innings vier Punkte, für einen Sieg nach dem ersten Innings bei einem Remis 6 Punkte, für eine Niederlage  nach dem ersten Innings bei einem Remis 6 Punkte, für eine Absage oder keine Entscheidung im ersten Innings 4 Punkte. Der Tabellenführende nach der Gruppenphase ist der Gewinner des Wettbewerbes. Die beiden Erstplatzierten der Gruppe spielten im Finale den Gewinner des Wettbewerbes aus.

## Resultate

### Gruppenphase
Tabelle
Am Ende der Saison nahm die Tabelle die folgende Gestalt an.
| Team                | Sp. | S | N | R | LWF | DWF | DLF | ND | Ded | Punkte |
| ------------------- | --- | - | - | - | --- | --- | --- | -- | --- | ------ |
| Barbados            | 7   | 7 | 0 | 0 | 0   | 0   | 0   | 0  | 0   | 84     |
| Jamaika             | 7   | 3 | 0 | 0 | 1   | 1   | 2   | 0  | 0   | 52     |
| Windward Islands    | 7   | 3 | 2 | 0 | 0   | 2   | 0   | 0  | 0   | 48     |
| Guyana              | 7   | 3 | 3 | 0 | 0   | 0   | 0   | 1  | 0   | 40     |
| Trinidad und Tobago | 7   | 2 | 2 | 0 | 1   | 2   | 0   | 0  | 0   | 40     |
| West Indies B       | 7   | 2 | 4 | 0 | 0   | 0   | 1   | 0  | 0   | 27     |
| Kenia               | 7   | 0 | 3 | 0 | 1   | 1   | 2   | 0  | 0   | 16     |
| Leeward Islands     | 7   | 0 | 3 | 0 | 0   | 1   | 2   | 1  | 0   | 16     |

Sieg: 12 Punkte; Remis: 4 Punkte

## Finale
| 25. – 28. März Scorecard | Crab Hill | Barbados 142 (41.5) & 315 (108.2) | – | Jamaika 258 (88.3) & 115 (38.3) |
|                          |           | Barbados gewinnt mit 84 Runs      |   |                                 |